# The Day Mars Invaded Earth
Pour plus de détails, voir Fiche technique et Distribution.
The Day Mars Invaded Earth est un film de science-fiction américain réalisé par Maury Dexter et sorti en 1963.

## Fiche technique
- Titre original : The Day Mars Invaded Earth
- Réalisation : Maury Dexter
- Scénario : Harry Spalding
- Musique : Richard LaSalle
- Pays d'origine : États-Unis
- Genre : Science-fiction
- Durée : 70 minutes
- Date de sortie : 1963

## Distribution
- Kent Taylor : Dr. David Fielding
- Marie Windsor : Claire Fielding, épouse de David
- William Mims : Dr. Web Spencer

## Autre

### Ouvrage sur le sujet
- Stéphane Benaïm, Les extraterrestres au cinéma, Page 12, Performing Arts, 2017.